# Niccolò da Perugia
Niccolò da Perugia (aussi Niccolò del Proposto également épelé Nicolò, Magister Sere Nicholaus Prepositi de Perugia en latin) (vers 1300-seconde moitié du XIVe siècle) est un compositeur italien du trecento. Contemporain de Francesco Landini, il fut l'un des compositeurs les plus actifs à Florence.

## Biographie
On sait peu de choses sur sa vie ; seuls quelques détails biographiques peuvent être vérifiés à partir de sources extra-musicales. Probablement originaire de Pérouse, il est peut-être le fils d'un prévôt (« proposto »). En 1362, il est inscrit sur la liste des visiteurs du monastère de Santa Trinita avec Gherardello da Firenze. D'après les informations tirées de sa musique, il est probablement l'ami du poète florentin Franco Sacchetti, et produit probablement l'essentiel de son œuvre entre 1360 et 1375, période correspondant à la création des poèmes qu'il met en musique. Il est peut être le dénommé « Ser Niccolò » enregistré comme chanteur de lauda en 1393. L'une de ses compositions, La fiera testa, est probablement écrite contre la famille Visconti, lorsque Florence était en guerre avec Milan entre 1397 et 1400,.
Un total de 41 compositions de Niccolò da Perugia ont survécu avec une attribution fiable, la majorité d'entre elles se trouvant dans le Codex Squarcialupi, et toutes les autres provenant de sources en Toscane. Toute son œuvre est profane et composée pour la voix. Elle comprend 16 madrigaux, 21 ballata, et 4 caccia. Les madrigaux sont tous à deux voix, à l'exception d'un seul qui en contient trois. Tous sont dans un style relativement conservateur, c'est-à-dire non influencé par la pratique française contemporaine (ce qui les distingue des œuvres de Landini),.
Une particularité de Niccolò da Perugia est le genre ballatae minimae. Ces sont des pièces très courtes, constituées d'une seule ligne d'un texte moralisateur, et très différentes de la poésie amoureuse d'autres compositeurs contemporains tels que Landini,.
Ses date et lieu de mort restent inconnus.